# Shangó
Shangó è un album dei Santana, pubblicato nel 1982 e raggiunse la terza posizione in Norvegia e la nona in Austria.
Da esso fu tratto il singolo Hold On, che raggiunse la 15ª posizione nelle chart statunitensi.

## Tracce
1. The Nile (Santana, Ligertwood, Rolie) - 4:57
2. Hold On (Thomas) - 4:33
3. Night Hunting Time (Brady) - 4:43
4. Nowhere to Run (Ballard) - 4:01
5. Nueva York (Santana, Lear, Rekow, Peraza, Ligertwood, Baker, Margen, Vilato, Rolie) - 5:01
6. Oxun (Oshun) (Santana, Ligertwood, Rolie, Lear, Peraza, Rekow, Vilato) - 4:14
7. Body Surfing (Santana, Ligertwood) - 4:24
8. What Does It Take (to Win Your Love) (Bristol, Bullock, Fuqua) - 3:24
9. Let Me Inside (Santana, Solberg) - 3:32
10. Warrior (Margen, Baker, Ligertwood, Santana) - 4:21
11. Shangó (Rekow, Vilato, Peraza) - 1:44